# Црни троугао (НЛО)
Црни троуглови су врста неидентификованих летећих објеката, НЛО-а са одређеним особинама. Медијски извештаји о Црним троугловима оригинално долазе из Сједињених Америчких Држава и Уједињеног Краљевства.
Пријаве овог НЛО-а углавном га описују као велики(понекад и огромни), тихи, црни троугао који лебди или прелеће мања насеља и аутопутеве. Виђање овог НЛО-а углавном буде по мраку. За ове објекте се често и говорило да имају пулсирајућа светла у сваком углу троугла.
За Црне троуглове се каже да су видљиви на радару, као што је случај са познатом Белгијском најездом НЛО-а. Током ових инцидената два Белгијска F-16 су покушала да пресретну један Црни троугао, чак два пута су успели да нанишане објекат. Али нису успели јер су Црни троуглови увек избегавали опасност.

## Инциденти везани за Црни троугао

### Инцидент у Рендлесхем шуми
Летелица облика пирамиде је пријављена да је слетела у близини Америчке ваздухопловне базе у близини Рендлесхем шуме, у Енглеској 1980. године, 27. децембра. Војна лица су тврдила да су пришла довољно близу летелици да су могли да посматрају детаље на њој пре него што је поново узлетела. Још једна летелица је пројављена на оближњем пољу која је полетела невероватном брзином. Између 2002 и 2005, извештач Брајант Гумбел је направио документарац који се звао UFO Invasion at Rendlesham који се фокусирао на баш овај инцидент. Гумбел је испитивао неке људе који су умешани у виђење те летелице да би прикупио доказе да се то заиста догодило. Хистори Канал је пустио тада и епизоду НЛО Фајлова која се звала Британски Розвел. 
Четири војна лица су пошла у истрагу за летелицом која је можда слетела у шуму. Један од њих је тврдио да је видео летелицу и светла. Остала тројица нису ништа видели осим светла. Званичници су рекли да се те ноћи није догодило ништа што би могло да угрози безбедност Британског ваздушног простора.

### Инцидент у Белгији
Дана 30. марта 1990. године, становници Брисела су рекли да су видели велики црни троугао како лебди и пролеће изнад града неколико минута. Полиција је убрзо стигла и један полицајац је рекао да је летелица испустила некакав црвени светлећи диск који је ишао до земље. 

### Инцидент Светла Феникса
Један од најпознатијих појављивања ове врсте НЛО-а где су неколико НЛО-а летели изнад Феникса, Аризоне од којих су неки били Црни троуглови. Ово је снимљено и од стране грађана и медије у марту 1997. Неке од летелица су се спустиле јако ниско, ишле су преспоро за обичан авион и превише тихо да би био хеликоптер. Многи становници су рекли да су оби објекти формирали разне формације у којима су се кретали изнад града. Неки кажу да је Црни троугао био преко 2 киломтера широк и полако се кретао изнад њихових кућа блокирајући звезде ноћног неба. Неки кажу да су летелице примећене како одлазе из Феникса и иду у правцу Лас Вегаса.
Званични извештај направљен од стране ваздухопловства каже да су авиони те ноћи испуштали мамце. Очевици кажу да су чули авионе али да су они јурили те објекте на небу.
Неколико наредних ноћи авиони су покушали да реконструишу догађај тако што су летели у V формацијама и испуштали мамце, али их било лако препознати због звука јер Објекти из претходне ноћи нису испуштали скоро никакве звуке.